# Freer, Texas
Freer är en ort i Duval County i Texas. Vid 2010 års folkräkning hade Freer 2 818 invånare.